# Maison de Bournonville
Vous lisez un « article de qualité » labellisé en 2022.
Pour les articles homonymes, voir Bournonville (homonymie).
La maison de Bournonville est une famille noble de seigneurs originaires du Boulonnais, dont sont issus, du Moyen Âge au XVIIIe siècle, de nombreux chefs militaires de France, des Pays-Bas méridionaux et d'Espagne.
Aux XIVe et XVe siècles, les Bournonville, qui figurent parmi les seigneurs les plus importants du Boulonnais, combattent au service des comtes de Saint-Pol et des ducs de Bourgogne. Ils participent donc, dans les rangs bourguignons, à la guerre de Cent Ans et, plus particulièrement, à la guerre civile entre Armagnacs et Bourguignons. Ils sont nombreux à mourir à la guerre, comme Lyonnel de Bournonville et ses cousins Enguerrand de Bournonville, exécuté sur ordre du roi de France Charles VI, et Aleaume de Bournonville, tué à la bataille d'Azincourt. Antoine de Bournonville, fils d'Enguerrand, participe très probablement à la capture de Jeanne d'Arc.
Après la mort de Charles le Téméraire en 1477, le roi de France annexe le Boulonnais et les Bournonville entrent à son service. Mais ils acquièrent des terres en Artois, possession des Habsbourg. Ils commencent donc à agir selon une logique de double fidélité, où prime la conservation des intérêts familiaux.
Du XVIe au XVIIIe siècle, les différentes branches de la famille, possessionnée en France, aux Pays-Bas méridionaux, en Espagne et en Nouvelle-Espagne, sont au service des souverains de ces territoires. Après un premier titre comtal acquis par Oudard de Bournonville, ils obtiennent l'érection de leurs terres en duchés et principauté. Alexandre Ier de Bournonville, premier duc de Bournonville, passe des Pays-Bas espagnols à la France. Ses deux fils ont des itinéraires divergents : Alexandre II Hippolyte de Bournonville est un chef militaire au service de l'Espagne alors que son frère Ambroise-François de Bournonville combat au service de la France. C'est l'époque où ils mobilisent des érudits pour construire une mémoire lignagère.
Au début du XVIIIe siècle, Michel Joseph de Bournonville s'installe en Espagne, où il reçoit un autre titre de duc de Bournonville. Il réussit à récupérer une partie des biens de la branche aînée. Ses neveux font carrière dans les Pays-Bas méridionaux, devenus autrichiens en 1714. Cette branche cadette, la dernière de la maison princière et ducale, occupe des fonctions militaires importantes et s'éteint en 1791. La maison de Bournonville est éteinte en filiation légitime mais une branche en filiation légitimée est subsistante.

## Un lignage noble du Moyen Âge

### Les origines en Boulonnais
La première mention certaine d'un seigneur de Bournonville date de 1084. Les tentatives de remonter plus haut, œuvres des généalogistes du XVIIe siècle, sont très douteuses et la prétendue relation avec les comtes de Guînes n'est pas prouvée. En effet, l'authenticité de la charte de 1071 invoquée en 1668 par Jean-Baptiste Christyn, dans sa Jurisprudence héroïque, pour relier un certain Guillaume de Bournonville à Guillaume, fils d'Eustache comte de Guînes, est très sujette à caution. Ce document ne figure pas dans le cartulaire de Thérouanne et ses données sont peu conciliables avec ce qu'on sait du premier Bournonville, Gérard,.
Jusqu'au début du XIVe siècle, quelques jalons permettent de suivre la généalogie de cette famille, qui noue des alliances avec les lignages voisins, du Boulonnais (familles de Selles, de Longvilliers, de Bernieulles), d'Artois (lignages de Renty, d'Olhain, de Saint-Omer, de Bailleul) et du Ponthieu (famille de Lianne).
La plus importante de ces alliances est le mariage, vers 1330, de Jean II de Bournonville avec Mahaut de Fiennes, petite-fille du comte de Flandre Gui de Dampierre, sœur du connétable de France Robert de Fiennes et belle-sœur du comte de Saint-Pol Jean de Châtillon. Cette alliance prestigieuse est très probablement l'occasion qui décide les Bournonville à changer de blason, adoptant l'exact inverse de celui des Fiennes. Robert de Fiennes protège ensuite ses neveux Bournonville, qui servent dans sa compagnie, en leur donnant des terres, dont la seigneurie de Château-Briçon (dans la commune actuelle de Rety).
Les six garçons issus du mariage de Jean II de Bournonville et de Mahaut de Fiennes forment différentes branches : les seigneurs de Bournonville, les seigneurs de Rinxent, les seigneurs de Château-Briçon et les seigneurs de La Bretèche.

### Du Boulonnais à l'élargissement territorial

Implantation de la famille de Bournonville en Boulonnais et alentours entre 1350 et 1500.

Entre 1360 et 1430, les possessions foncières du lignage sont concentrées en Boulonnais, Artois et Ponthieu. En Boulonnais, la branche aînée possède les seigneuries de Bournonville, Conteville, Pernes, Havenquerque et Huplandre (toutes deux dans l'actuelle commune de Pernes), tandis que les branches cadettes bénéficient des seigneuries de Rinxent, Croutes (commune actuelle de Rinxent), Tardinghen, Château-Briçon, Houllefort, Auvringhen (commune actuelle de Wimille), Saint-Martin-Choquel, Hourecq, Capre (commune actuelle de Tingry), Le Verghe (commune actuelle de Saint-Étienne-au-Mont). Les Bournonville font alors partie de la catégorie supérieure des vassaux du comte de Boulogne et exercent des offices militaires, en étant capitaines ou châtelains des châteaux de Boulogne, Fiennes, Hardelot, Desvres et Hucqueliers. En Artois, ils possèdent les seigneuries d'Auchel, de Coulomby et de Mouriez. En Ponthieu, les Bournonville sont seigneurs de Frettemeule (commune actuelle de Crécy-en-Ponthieu).
En 1420, Lyonnel de Bournonville reçoit de son beau-frère, Jean de Villiers de L'Isle-Adam, une seigneurie francilienne, celle de La Bretèche, aujourd'hui Saint-Nom-la Bretèche. À partir du milieu du XVe siècle, Antoine de Bournonville, seigneur de Bournonville et d'autres fiefs dans le Boulonnais, acquiert par mariage et achat, des possessions ailleurs en Picardie, en Champagne et en Barrois. Il est également gouverneur du comté de Marle, au nom de la comtesse, Jeanne de Bar, femme de Louis de Luxembourg-Saint-Pol.
Dans les années 1480, le fils aîné d'Antoine, Louis de Bournonville, est seigneur, par sa femme Claire de Beauvoir, d'un ensemble de terres picardes, en Ponthieu et en Amiénois. Son frère Pierre devient seigneur de Ricarville, en Normandie. Ainsi, les possessions de la branche aînée sont alors dispersées en Boulonnais, en Ponthieu, dans le comté de Marle, en Champagne et en Barrois.

### Une famille au service des ducs de Bourgogne
À la fin du XIVe siècle, le comté de Boulogne est une possession de Jean de Berry, par sa femme Jeanne II d'Auvergne, mais il ne s'en occupe guère. Les ducs de Bourgogne, parce qu'ils possèdent le comté d'Artois dont dépend le comté de Boulogne, mènent avec succès dans le Boulonnais une politique de captation des fidélités de la noblesse, dont la famille de Bournonville, préparant une annexion pure et simple qui intervient en 1416 à la mort du duc de Berry.

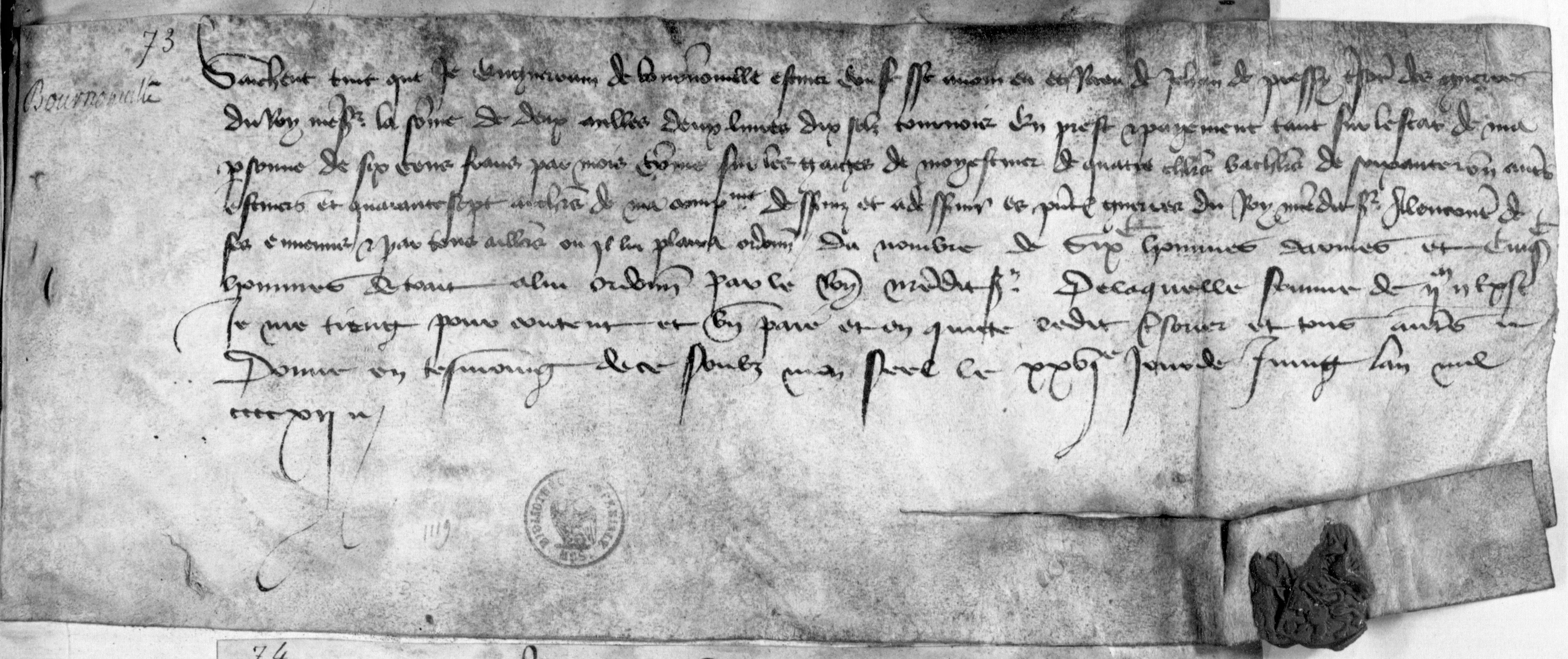
Quittance d'Enguerrand de Bournonville du 26 juin 1412, pour un paiement du trésor royal de 2002 livres et 10 sous tournois pour sa compagnie de 118 hommes dans une retenue de 1100 hommes. Sceau à la cire rouge, aux armes d'Enguerrand de Bournonville, BNF.

Les Bournonville font la guerre en famille. Ainsi, Aleaume de Bournonville participe à ses premières campagnes militaires, en compagnie de son oncle Jean de Bournonville, seigneur de Rinxent. Ils sont au service de leur cousin Waléran III de Luxembourg-Ligny, comte de Saint-Pol et ils sont intégrés dans son hôtel. Il existe toutefois des différences dans les fidélités. Aleaume ne sert le duc de Bourgogne que parce qu'il est un parent et serviteur du comte de Saint-Pol, lequel a choisi le camp bourguignon. Son frère, Enguerrand de Bournonville, est pour sa part directement au service des ducs de Bourgogne.
Le plus célèbre des Bournonville médiévaux est le frère cadet d'Aleaume, Enguerrand de Bournonville, qui combat au service de Philippe Le Hardi puis de Jean sans Peur, dans le pays de Liège, où il joue un rôle décisif pendant la bataille d'Othée, mais aussi en Italie, en Île-de-France, dans le Berry et en Picardie. Il s'affirme ainsi comme un chef militaire de premier plan. En campagne, il mène des compagnies aux effectifs importants, dépassant la centaine d'hommes. L'une d'elles, en 1412 est une composante de la « retenue » de plus d'un millier d'hommes qu'il tient au service du roi. Sept de ses parents, six cousins - dont Guillaume de Bournonville et Lyonnel de Bournonville - et son fils bâtard Bertrand de Bournonville servent au sein de cette troupe.

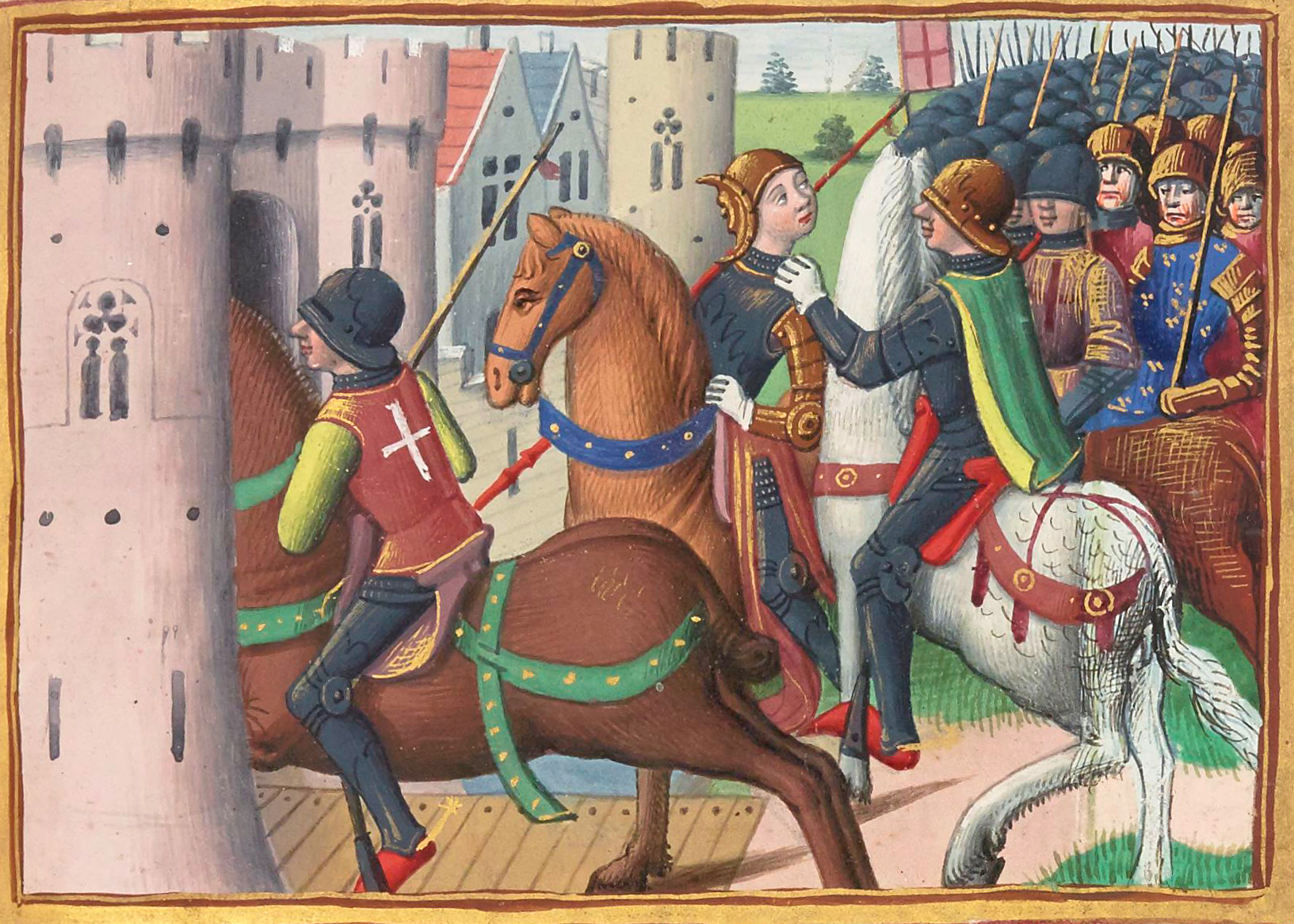
La capture de Jeanne d'Arc par les Bourguignons lors du siège de Compiègne. Miniature extraite des Vigiles de la mort de Charles VII (vers 1483).

En 1430, le fils d'Enguerrand, Antoine de Bournonville, combat dans l'armée bourguignonne qui assiège Compiègne et, le 23 mai 1430, il fait très probablement partie des capitaines bourguignons qui capturent Jeanne d'Arc. Il reçoit probablement une partie de la rançon après avoir cédé la prisonnière à son chef, Jean de Luxembourg-Saint-Pol, qui la livre ensuite aux Anglais.
Louis de Bournonville et son cousin Jean Ier de Bournonville, seigneur de Hourecq et qui acquiert par sa femme Isabelle les seigneuries des Prés, de Capre (commune actuelle de Tingry) et d'Houllefort, font la guerre au service de Charles le Téméraire dans les années 1460-1470. Le second est d'ailleurs conseiller et chambellan du duc. Leur cousin Jean de Bournonville, seigneur de La Vallée, en est quant à lui l'écuyer tranchant. Le duc lui concède l'office d'aide du châtelain d'Hesdin et il prend part à la bataille de Nancy pendant laquelle Charles le Téméraire trouve la mort le 5 janvier 1477.

### La violence et la mort au combat
Dans le lignage de Bournonville, les aînés, comme Aleaume, son neveu Antoine, Louis, fils aîné d'Antoine, ou leur cousin Lyonnel, sont chevaliers, souvent adoubés sur le champ de bataille, alors que les cadets, comme Enguerrand le père d'Antoine ou Pierre le second fils de celui-ci, sont seulement écuyers.

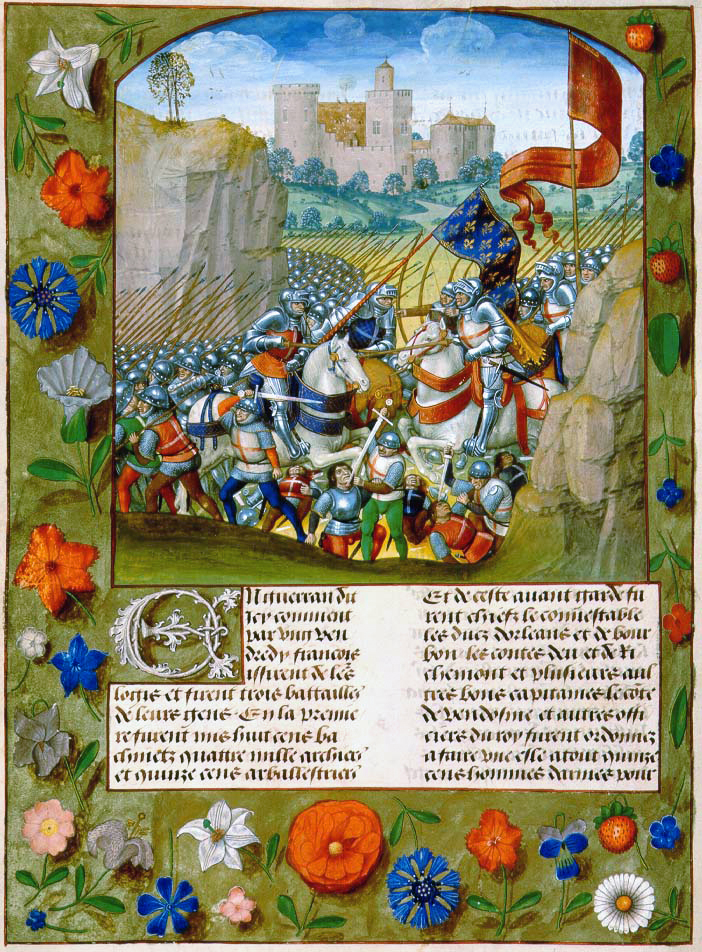
La bataille d'Azincourt (miniature extraite de la Chronique d'Enguerrand de Monstrelet, fin du XVe siècle).

Différents membres du lignage, comme Aleaume de Bournonville, son oncle Jean de Bournonville seigneur de Rinxent, Lyonnel de Bournonville, sont impliqués dans plusieurs affaires judiciaires de violences envers des personnes, parfois commises en famille. Ils sont responsables de coups et blessures et d'homicides, pour lesquels ils sont poursuivis avec plus ou moins d'efficacité. Ils ne commettent ces violences que dans le cadre géographique où ils sont enracinés, la Picardie au sens large. Cette violence exercée par des nobles, qui invoquent l'honneur de leur lignage, se rencontre couramment.
En 1414, Enguerrand de Bournonville, capitaine de Soissons pour le duc de Bourgogne, est décapité par ordre du roi Charles VI après la prise de cette ville par l'armée royale. Il est condamné comme rebelle à l'autorité royale et parce que le frère du duc de Bourbon a été tué pendant ce siège.
L'année suivante, le 25 octobre 1415, cinq membres de la famille de Bournonville, dont Lyonnel de Bournonville, combattent dans les rangs français à la bataille d'Azincourt, comme beaucoup d'autres seigneurs bourguignons. Aleaume de Bournonville y trouve la mort, ainsi que son cousin germain Gamot de Bournonville — qui tente sans succès de blesser le roi d'Angleterre Henri V — et Baudouin de Bournonville, fils bâtard d'Enguerrand de Bournonville. Pour les Bournonville, comme pour une grande partie de la noblesse française, Azincourt est une hécatombe.
En 1429, Lyonnel de Bournonville, qui combat de nouveau dans les rangs anglo-bourguignons sous le commandement du duc de Bedford, est blessé alors qu'il tente de reprendre sa seigneurie de La Bretèche que les Français lui avaient enlevée, et meurt peu après, entre le 22 et le 30 septembre 1429.

### Confusion autour du tombeau de Marle

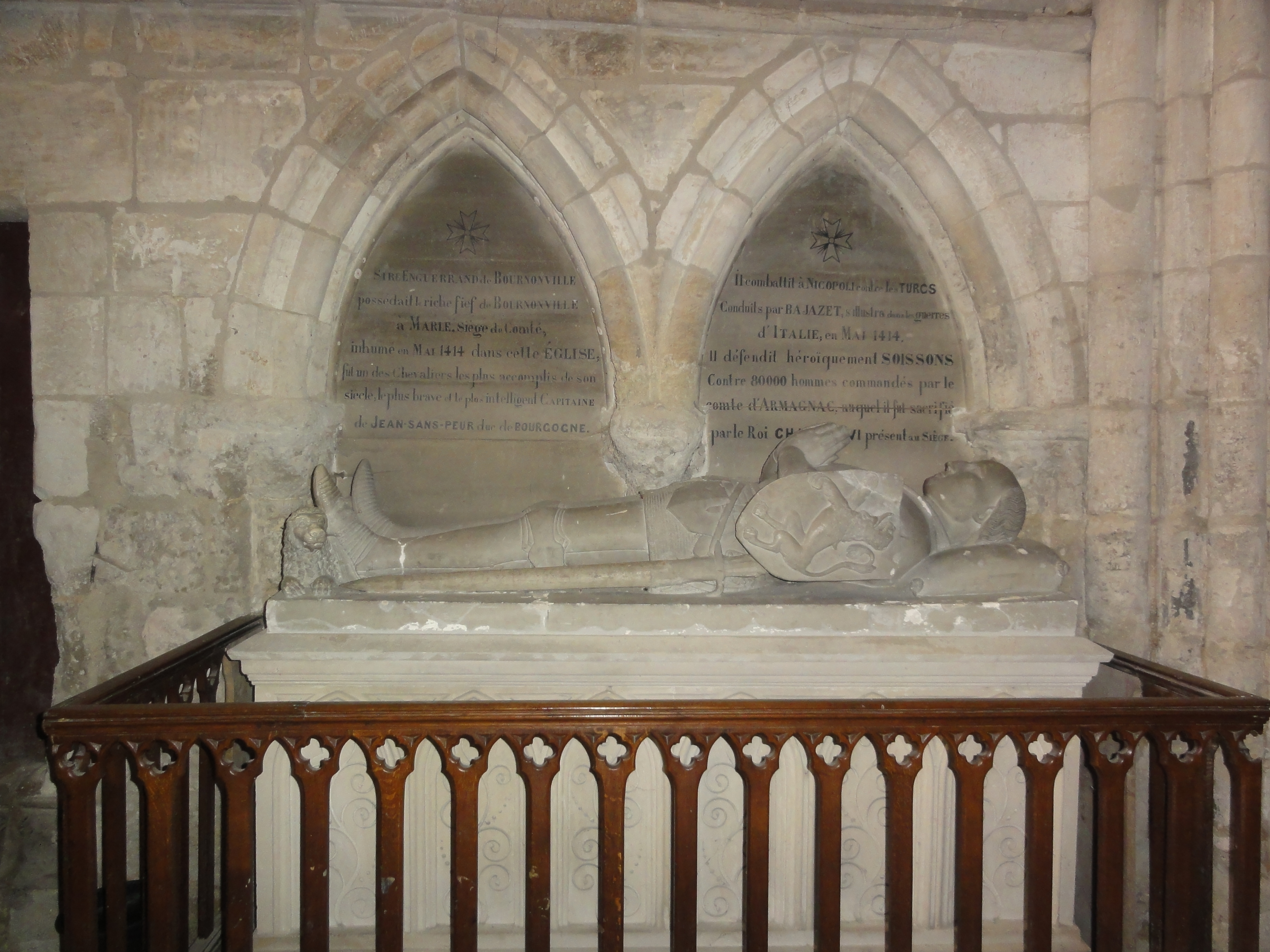
Tombeau faussement attribué à Enguerrand de Bournonville, dans l'église de Marle (photographie prise en 2014).

Dans le bas-côté nord de l'église de Marle, un tombeau avec un gisant est présenté comme celui étant celui d'Enguerrand de Bournonville. Il est classé monument historique, comme l'ensemble de l'église.
Originellement placé dans une chapelle latérale du bras sud du transept, qui semble avoir été couramment appelée chapelle de Bournonville, le tombeau est déplacé et presque totalement reconstitué vers 1850. En effet, l'original, dont il ne reste quasiment plus rien actuellement, est alors très mutilé. La tombe originelle est fouillée en 1867 sous la direction de l'abbé Palant et on y trouve un corps, identifié comme Enguerrand de Bournonville. Les fouilleurs croient voir que la tête en est détachée. En fait, il est prouvé par un document de 1634 que cette tombe n'était pas celle d'Enguerrand de Bournonville, mais celle de son fils Antoine de Bournonville, mort en 1480. Ensuite, le souvenir de ce dernier se perd et, au XIXe siècle, le nom de Bournonville ne fait plus référence qu'à Enguerrand.
Quant au corps d'Enguerrand de Bournonville, une note d'un manuscrit généalogique du XVIIe siècle montre qu'il a été enseveli en novembre 1414 dans l'église Saint-Médard de Soissons, dont il ne reste plus rien.

## À l'époque moderne, une famille entre Habsbourg et Bourbons

### AuXVIesiècle, des Valois aux Habsbourg
En 1477, après la mort de Charles le Téméraire, le roi de France Louis XI prend possession du Boulonnais et les Bournonville se rallient à lui. Jean de Bournonville, seigneur de La Vallée, ancien écuyer tranchant de Charles le Téméraire, fait la guerre dans les armées du roi de France Charles VIII, où il est cité en 1489 et en 1492. Il acquiert des terres dans le comté d'Artois, comme la seigneurie d'Heuchin.
Par le traité de Senlis de 1493, les Habsbourg, héritiers de Marie de Bourgogne, récupèrent l'Artois. Jean de Bournonville, seigneur de La Vallée, s'installe donc dans une double fidélité : au roi de France pour ses possessions en Boulonnais et à Philippe Ier le Beau pour ses terres en Artois. Il en est de même pour son cousin Jean Despert, seigneur de Capre, qui par son mariage avec Hélène Sucquet acquiert des terres près de Douai et d'Hénin-Liétard : Montigny-en-Gohelle, Garguetelle (communes de Oignies et de Carvin) et Lauwin. Ce qui ne l'empêche pas de servir le roi de France comme maître des eaux et forêts du Boulonnais et châtelain d'Hardelot.
Au XVIe siècle, les Bournonville sont au service des rois de France en Picardie, mais par leurs possessions dans le Boulonnais et en Artois, ils sont en fait à la frontière entre les deux sphères d'influence espagnole et française. L'époque n'est plus celle de la fidélité personnelle à un prince. C'est le début d'une stratégie pragmatique de conservation du patrimoine familial, malgré les événements politiques. En cela, les Bournonville ne se distinguent pas d'autres familles aristocratiques de la région, comme les Luxembourg-Saint-Pol ou les Croÿ, dont les choix de servir Valois ou Habsbourg sont temporaires et variables selon les individus. En ce sens, la frontière unit plus qu'elle ne sépare.
La famille de Bournonville fait ainsi partie des familles nobles des Pays-Bas espagnols qui servent le roi d'Espagne. Oudard de Bournonville hérite de sa mère Anne de Ranchicourt des seigneuries de Hénin-Liétard et de Wasquehal. En 1579, il obtient de Philippe II d'Espagne l'érection de son fief d'Hénin-Liétard en comté,. Cette époque marque le début d'une accélération de la délivrance des titres nobiliaires, jusque là pratiquée avec parcimonie par Philippe II. Oudard de Bournonville est capitaine d'une compagnie de chevau-légers, gouverneur d'Arras et gouverneur général de l'Artois. Il est un des plus puissants seigneurs des Pays-Bas espagnols. Il meurt le 28 décembre 1585 et est enterré à Hénin après une imposante cérémonie de funérailles à Bruxelles.

### Duc de Bournonville en France
Au XVIIe siècle, la branche aînée de la famille de Bournonville se détache du service de l'Espagne et passe au service de la France. En 1600, Alexandre Ier de Bournonville, alors au service des Habsbourg, obtient d'Henri IV l'érection du duché de Bournonville, sans que ce titre soit reconnu aux Pays-Bas. Ce duché est formé de la baronnie de Houllefort et de la seigneurie de Bournonville. Il est érigé grâce à l'intervention de Louise de Lorraine, veuve d'Henri III et cousine d'Alexandre de Bournonville par leurs mères.
Alexandre Ier de Bournonville continue néanmoins à fréquenter la cour des archiducs à Bruxelles, où il fait réaménager une belle résidence urbaine (devenue ensuite l'hôtel (de) Merode nommé d'après la famille de Merode) munie d'un jardin. Les Bournonville font alors partie de la noblesse curiale qui s'installe à Bruxelles.

L'hôtel particulier des Bournonville à Bruxelles
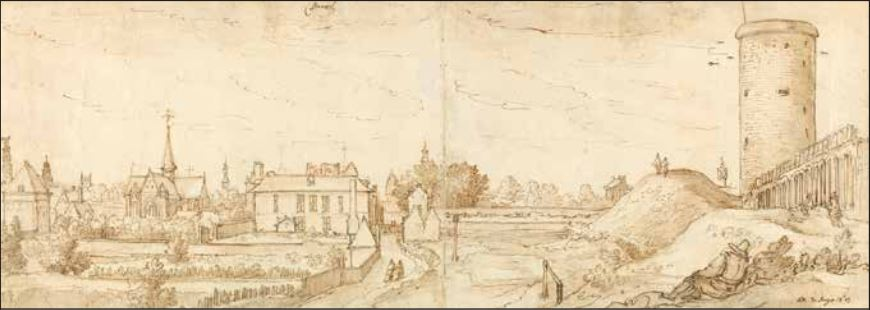
Vue de Bruxelles avec la Grosse Tour et le rempart, l'hôtel de Bournonville, l'église Notre-Dame du Sablon et les tours de l'hôtel d'Orange-Nassau. Dessin de Remigio Cantagallina, 1613[a]. 14,7 × 38,6 cm. Musées Royaux des Beaux-Arts de Belgique, Bruxelles.
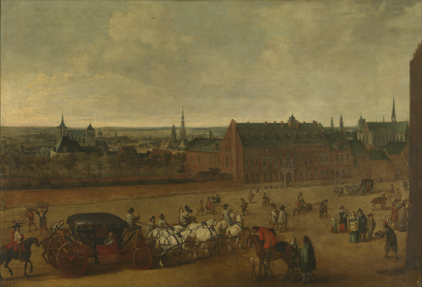
Le comte de Bournonville devant son hôtel. Tableau de Pieter Snayers, 1625, 224 × 154 cm. Musées Royaux des Beaux-Arts de Belgique, Bruxelles.

Alexandre Ier de Bournonville est majordome de l'archiduc Albert d'Autriche, gouverneur des Pays-Bas et gouverneur de Lille. Mais en 1632, il prend la tête d'une révolte nobiliaire contre le roi d'Espagne Philippe IV et s'exile ensuite en France. En 1651, il effectue une donation entre vifs du duché de Bournonville à son fils puîné, Ambroise-François. C'est l'occasion pour Alexandre de faire état de son patriotisme, insistant sur « les inclinations naturelles qu'il a toujours eues pour la France, sa patrie ». Il meurt à Lyon en 1656.
Ambroise-François de Bournonville s'intègre à la haute noblesse française et sert le roi de France Louis XIV, qui érige le duché de Bournonville en duché-pairie en 1652. C'est alors le duché-pairie situé le plus au nord de la France. Lors du sacre de Louis XIV en 1654, il tient le rôle d'un des douze anciens pairs de France,, le comte de Champagne, dernier dans l'ordre protocolaire. En effet, depuis la disparition des six anciens pairs laïcs, leur rôle dans la cérémonie du sacre est joué par des ducs et pairs modernes choisis par le roi. Le choix d'Ambroise de Bournonville, à la pairie très récente, alors qu'il n'est même pas encore enregistré au Parlement, peut paraître étonnant. En fait, il remplace le duc de Schomberg, initialement désigné, mais écarté à cause d'une querelle de préséance. Ambroise de Bournonville est ainsi récompensé de sa fidélité, notamment pendant la Fronde. L'année suivante, il épouse la fille du duc de La Vieuville, pair de France puis devient en 1660 gouverneur de Paris,.

### Prince de Bournonville aux Pays-Bas espagnols
À la même époque, le fils aîné d'Alexandre Ier et frère d'Ambroise, Alexandre II Hippolyte de Bournonville, mène une carrière militaire de premier plan au service de Philippe IV d'Espagne. En 1658, il obtient de ce dernier l'érection de ses biens aux Pays-Bas espagnols en principauté, sous le nom de principauté de Bournonville. Celle-ci est érigée à partir de la seigneurie de Buggenhout, en Brabant. Le titre de prince n'induit pas de réelle souveraineté sur un territoire et Alexandre II Hippolyte n'a pas le rang de prince étranger en France.
Il est gouverneur de l'Artois, quand, en 1659, cette province devient française par le traité des Pyrénées. Malgré les offres françaises et son séjour en France en 1660, pendant lequel il est reçu au Louvre, il reste au service de l'Espagne. Il mène les troupes impériales au combat notamment en 1674 lors de la bataille d'Entzheim (près de Strasbourg) qu'il perd contre l'armée de Turenne. Alexandre II Hippolyte est récompensé par la Toison d'or en 1673 et les vice-royautés de Catalogne en 1684 et de Navarre en 1686. En donnant des vice-royautés dans la péninsule à des nobles des Pays-Bas espagnols, le roi Charles II d'Espagne cherche à conserver la fidélité de ces familles tentées par la France.
Il existe donc alors deux frères de Bournonville. L'un est duc en France et l'autre prince aux Pays-Bas espagnols. Malgré ses succès au service de l'Espagne, Alexandre II Hippolyte place son fils aîné Alexandre Albert au service de Louis XIV, tout en organisant sa propre succession à la principauté de Bournonville à son profit. Il obtient la garantie que celui-ci conserve ses biens, même en cas de guerre. Par ailleurs, il transmet d'autres biens à ses neveux restés au service du roi d'Espagne Charles II. Alexandre Albert mène une carrière militaire en France et atteint le grade de maréchal de camp. En 1706, après sa mort, sa bibliothèque est vendue dans son hôtel particulier parisien.

Portraits de membres de la famille de Bournonville
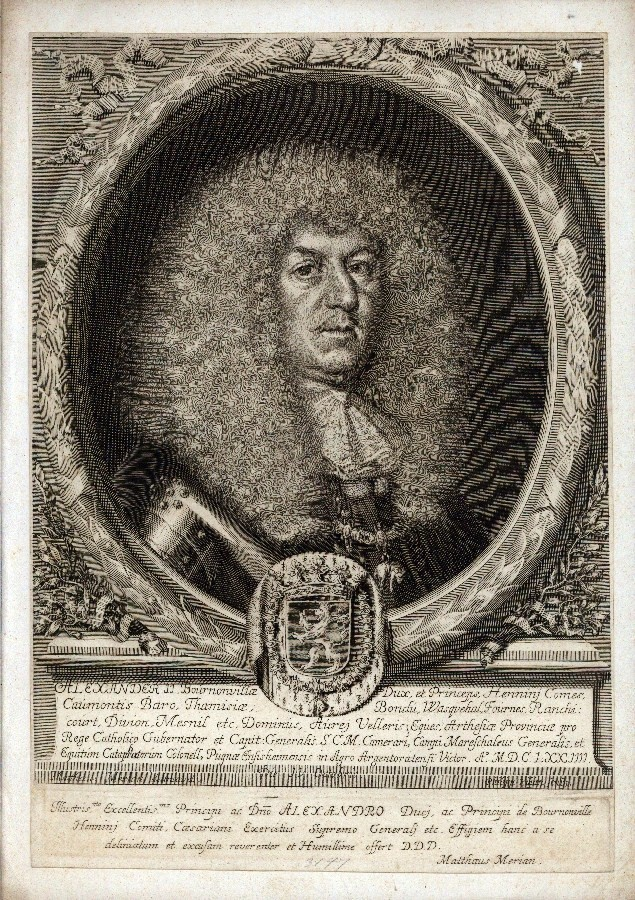
Alexandre II Hippolyte de Bournonville. Gravure de Matthäus Merian et Philipp Kilian, vers 1690. Österreichische Nationalbibliothek.
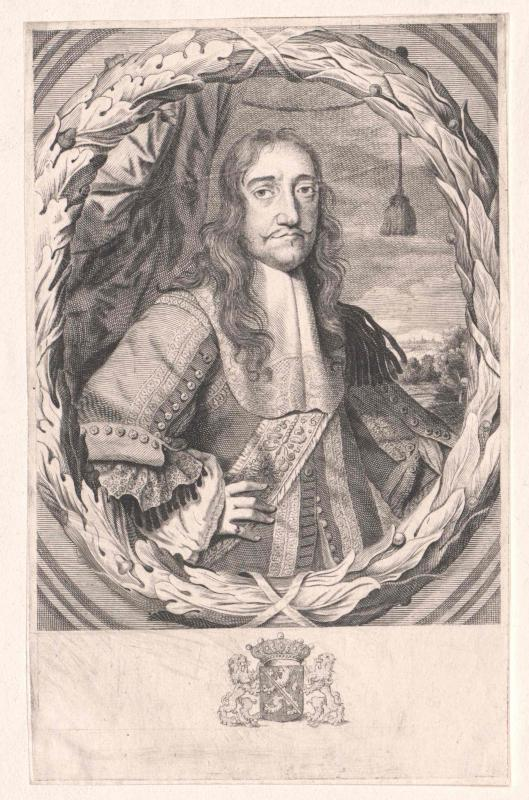
Ambroise-François de Bournonville (frère du précédent et père de la suivante). Gravure. Österreichische Nationalbibliothek.
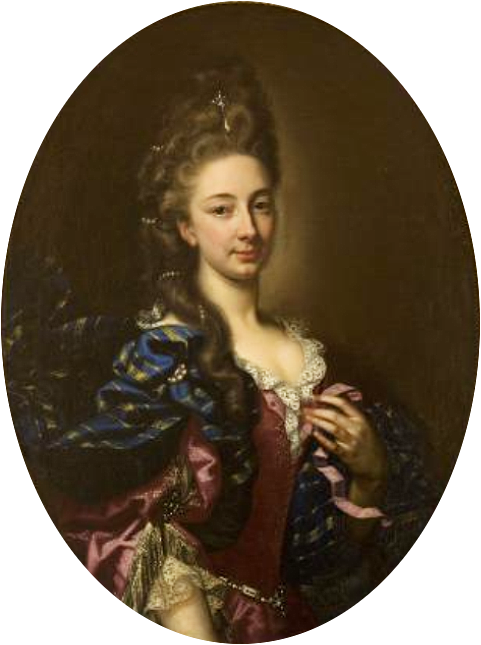
Marie-Françoise de Bournonville (fille du précédent), épouse d'Anne-Jules de Noailles. Portrait de Hyacinthe Rigaud, 1692. Utah Museum of Fine Arts.

### Conforter une nouvelle dynastie

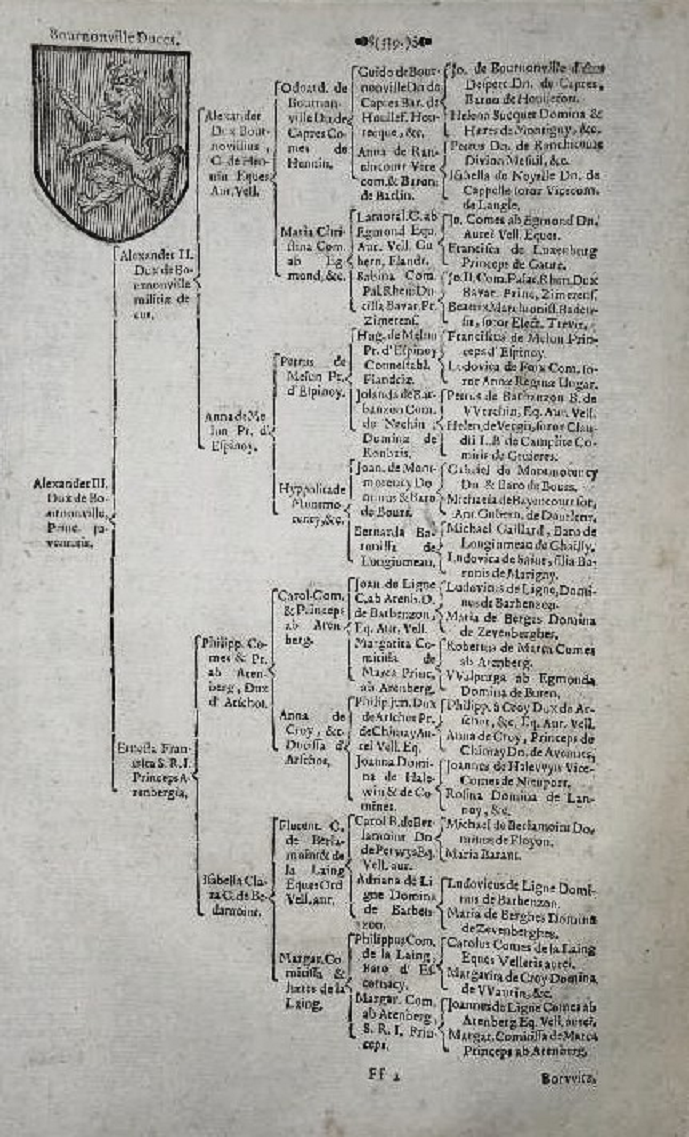
Arbre généalogique d'Alexandre Albert de Bournonville (extrait de Germaniae Topo-Chrono-Stemmatographicae sacre et profane de Gabriel Bucelini, 4 volumes, Ulm et Augsbourg, 1655-1678).

Les Bournonville concluent des alliances matrimoniales avec des familles ducales importantes de la cour de Louis XIV, les Noailles, les d'Albert de Luynes, et les Gramont, après en avoir noué avec des grandes familles du Saint-Empire comme celle d'Arenberg. Le mariage de Marie-Françoise de Bournonville, amie de Fénelon et de Madame de Maintenon, avec Anne-Jules de Noailles attache les Bournonville au clan des Noailles.
Ces itinéraires montrent le pouvoir d'attraction de la France, qui mène une politique de captation des fidélités sur la noblesse des provinces méridionales des Pays-Bas. Le bénéfice que les Bournonville réussissent à tirer de leur transition partielle vers la souveraineté française apparaît supérieur à celui d'autres familles, comme les Croÿ. Toutefois, ces itinéraires personnels sont aussi la cause de procès entre les différentes branches de la famille, qui se déchirent à propos du patrimoine. Pour défendre leurs intérêts, Alexandre et Ambroise de Bournonville emploient dès lors l'historiographe François-Nicolas Baudot Dubuisson-Aubenay, qui rédige différents mémoires, notamment à l'occasion des négociations des traités de Westphalie.
La nouvelle dynastie ainsi formée cherche à légitimer sa position sociale fraîchement acquise par des livres à sa gloire, lesquels attestent de l'ancienneté de sa noblesse. Ainsi, Pierre d'Hozier publie un ouvrage de généalogie consacré aux Bournonville en 1657,. Jean-Baptiste Christyn étudie la généalogie des Bournonville dans sa Jurisprudentia heroica publiée à Bruxelles en 1668. Un autre livre, écrit en espagnol par Estevan Casellas, paraît à Barcelone en 1680,. Ils servent tous de base à la généalogie dressée par le Père Anselme et ses continuateurs, qui est assez exacte, même si elle doit être corrigée par endroits. De façon générale, le XVIIe siècle est une époque de multiplication des travaux de généalogies sur des familles de la haute noblesse en France et en Espagne.
La branche aînée s'éteint en 1727 à la mort de Philippe-Alexandre duc et prince de Bournonville. Ses héritières sont ses deux sœurs, mariées dans les familles de Durfort et de Mailly. Ces deux alliances s'expliquent par l'influence de Marie-Françoise de Bournonville, qui cherche à renforcer le clan des Noailles. Elle survit longtemps à son mari Anne-Jules de Noailles, puisqu'elle meurt très âgée, à 92 ans, en 1748. Ayant mis au monde 21 enfants, elle mène une vaste politique d'unions matrimoniales, qui concernent aussi sa famille d'origine, les Bournonville. Elle incarne une figure de femme décidée, qui suscite l'admiration de ses contemporains.

### Entre les Pays-Bas autrichiens et l'Espagne auXVIIIesiècle
En 1689, la terre de Sars, en Hainaut, est érigée en marquisat par le roi d'Espagne Charles II au profit de Wolfgang Guillaume de Bournonville, de la branche cadette, neveu d'Alexandre Hippolyte et d'Ambroise. En 1701, il fait partie des nobles des Pays-Bas espagnols qui prennent la tête de troupes qui manifestent leur fidélité au nouveau roi d'Espagne de la famille de Bourbon, Philippe V. Il reste néanmoins aux Pays-Bas devenus autrichiens en 1714 et fait carrière au service de l'empereur, notamment comme gouverneur du Limbourg de 1728 à sa mort en 1754, après avoir été gouverneur de Termonde. Il meurt avec le grade de général d'infanterie.
Contrairement à Wolfgang Guillaume, son frère Michel Joseph de Bournonville est un exemple de ces nombreux nobles originaires des Pays-Bas espagnols qui gagnent l'Espagne lorsque celle-ci y recrute des officiers à partir de 1703 puis quand les Pays-Bas passent sous domination autrichienne. Il passe en Espagne en 1710. Cette branche cadette tente de reconstituer sa fortune au service de l'Espagne des Bourbons.
En 1717, le roi Philippe V accorde à Michel Joseph le titre de duc de Bournonville avec la grandesse d'Espagne, mais ce dernier ne possède à ce moment que peu de biens et le titre de duc n'est pas lié à des terres. Après l'extinction de la branche aînée en 1727, Michel Joseph rachète le duché de Bournonville dans le Boulonnais, berceau de la famille, et l'unit à son titre de duc décerné par Philippe V. Célibataire, il fonde un majorat pour éviter la dispersion de ses possessions et transmet ses titres et ses biens, en France, en Espagne, aux Pays-Bas et au Mexique, à son neveu François Joseph, qu'il a fait préalablement venir en Espagne. Il l'adopte et le marie à la fille du comte d'Ursel, serviteur flamand de l'empereur.
Michel Joseph est capitaine de la compagnie flamande des Gardes du corps à partir de 1720. Celle-ci permet aux exilés des Pays-Bas méridionaux en Espagne d'accéder à l'élite militaire. En effet, il s'agit d'une unité de cavalerie, corps d'élite chargé de la protection du roi. Ses officiers, souvent de haute noblesse, peuvent profiter de leur proximité avec le roi pour jouer un rôle important à la cour ou dans la haute administration. Michel Joseph atteint le grade de capitaine général en 1729 après avoir été gouverneur de Gérone et ambassadeur à Paris et à Vienne. Il commence cette dernière ambassade au début de l'année 1727. Il quitte Vienne en mai 1728 pour être le plénipotentiaire espagnol au congrès de Soissons, réuni en juin 1728 sous la présidence du cardinal de Fleury, pour discuter de la paix en Europe et mettre fin à la guerre anglo-espagnole.
Son neveu François Joseph devient lieutenant général en 1747 puis capitaine de la compagnie flamande des Gardes du corps en 1752. Wolfgang Joseph, frère de François Joseph, lui succède dans cette fonction en 1769, après avoir aussi atteint le grade de lieutenant général. Cette succession des Bournonville à la tête de cette compagnie manifeste la continuité de l'emprise de la haute noblesse parvenue au temps de Philippe V sur la maison militaire des rois d'Espagne successifs. Pendant ce temps, leurs deux frères, Jean Joseph et Maximilien Casimir, font carrière aux Pays-Bas autrichiens. Jean Joseph participe à plusieurs batailles de la guerre de Succession d'Autriche avant d'être nommé gouverneur de Charleroi en 1755. Officier aux compétences reconnues, il atteint le grade de général de cavalerie. En 1763, il devient officiellement commandant des troupes aux Pays-Bas, fonction rétablie à son profit. Maximilien Casimir lui succède en 1768 comme gouverneur de Charleroi.

### Un espace politique polycentrique
Au XVIIIe siècle, les biens des Bournonville sont dispersés dans différents pays d'Europe (Espagne, France, Pays-Bas autrichiens) mais aussi au Mexique. La famille de Bournonville est ainsi un exemple de ces réseaux familiaux qui sont constitutifs d'un espace politique polycentrique, dans l'Europe des Bourbons et aux Pays-Bas méridionaux.
La  branche cadette de la famille de Bournonville s'éteint avec Maximilien Casimir, duc de Bournonville, mort en 1791 sans descendance. Sa succession est partagée entre le comte d'Aranda en Espagne et le duc d'Ursel aux Pays-Bas méridionaux.

## Généalogie
Gérard de Bournonville époux d'Eleburge de Selles, cités en 1084,.
- Eustache de Bournonville époux d'Aldegonde de Renty (morte en 1150)[Sch 1]
  - Pierre de Bournonville (mort après 1209) époux de Mathilde de Saint-Omer (morte en 1194)[Sch 1]
    - Henri de Bournonville (mort après 1219)[Sch 1]
      - Roger de Bournonville, seigneur de Bournonville, époux de 1- Alix de Longvilliers-Cayeu (morte en 1249) 2- Péronne d'Olhain (morte en 1288)[Sch 1]
        - Jean Ier de Bournonville, seigneur de Bournonville, époux de 1- Ide de Bernieulles (morte en 1301) 2- Jeanne de Bailleul (morte en 1333)[Sch 23]
          - Hugues de Bournonville, seigneur de Bournonville, époux de Yolande de Lianne[Sch 23]
            - Jean II de Bournonville (mort en 1360), seigneur de Bournonville, époux de Mahaut de Fiennes, sœur du connétable de France Robert de Fiennes[Sch 23]
              - Hugues de Bournonville (mort v. 1367). Un fils illégitime : Galiot de Bournonville[Sch 23]
              - Robert Ier de Bournonville (mort vers 1369), seigneur de Bournonville, époux de Jeanne de Cramailles[Sch 24]
                - Aleaume de Bournonville (1360-1415), seigneur de Bournonville et de Conteville, mort à Azincourt, époux de Marie de Haverskerque[Sch 24]
                - Jean de Bournonville, moine[Sch 24]
                - Enguerrand de Bournonville (v. 1368-1414), seigneur de Lianne, épouse v. 1400/1401 Julienne de La Motte, dame de Pernes. Un fils illégitime : Bertrand de Bournonville, mort à Azincourt[Sch 24]
                  - Antoine de Bournonville (v. 1403-1480), seigneur de Bournonville, époux de 1- en 1428 Péronne Blondel 2- Jeanne de Thourotte[Sch 25]
                    - Louis de Bournonville (mort av. août 1497), seigneur de Bournonville, époux de Claire de Beauvoir[Sch 25]
                      - Adrien de Bournonville (mort en 1510), seigneur de Bournonville[Sch 25]
                      - Jean de Bournonville seigneur de Bournonville[Sch 25]
                        - Claude de Bournonville seigneur de Bournonville. Fin de la branche aînée[An 1]

                      - Charles de Bournonville seigneur du Quesnoy[Sch 25] : branche du Quesnoy[An 2]
                      - Adrienne de Bournonville épouse d'Antoine d'Esne, seigneur de Marquette-en-Ostrevant[Sch 25]

                    - Pierre de Bournonville seigneur de Ricarville-du-Val[Sch 25]
                    - Jeanne de Bournonville épouse de 1- Raoul de La Bove seigneur de Cilly, 2-1464, Guillaume de Choiseul, seigneur de Clefmont[Sch 25]
                    - Marguerite de Bournonville dame de Somme-Vesle épouse en 1477 Jean de Conflans, seigneur de Saponay et de Viels-Maisons[Sch 25]

                  - Béatrice de Bournonville épouse de Florent de Calonne, seigneur de Courtebourne[Sch 25]

              - Renaud de Bournonville (mort en 1364). Un fils illégitime : Jean, bâtard de Bournonville[Sch 23]
              - Jean de Bournonville (mort av. nov. 1411), seigneur de Rinxent, époux de 1- X. 2- en 1380 Masse de Sénelles (morte av. 1425)[Sch 26]
                - Jean dit Chastel de Bournonville (mort en 1447), seigneur de Rinxent, épouse en 1425 Jeanne de Selles[Sch 27]
                  - Branche de Rinxent[Sch 27]
                  - Jean Ier de Bournonville (mort en 1479), seigneur de Hourecq épouse en 1447 Isabelle dame des Prés, de Capre et de Houllefort[Sch 27]
                    - Jean II de Bournonville (mort en 1526), seigneur de Hourecq époux d'Isabelle de Sempy[Sch 27]
                    - Jean dit Despert de Bournonville (mort en 1516), seigneur de Capre épouse en 1490 Hélène Sucquet[Sch 27],[Ve 1]
                      - Jean de Bournonville baron de Baincthun dont un fils naturel, Jean, seigneur de La Haye[An 3], légitimé par lettres du 23 juin 1576 du roi de France Henri III[39], qui donne naissance à une branche légitimée subsistante[40].
                      - Guy de Bournonville (mort en 1544) seigneur de Capre, Hourecq, etc. baron de Houllefort épouse en 1533 Anne de Ranchicourt dame de Hénin-Liétard[Ve 1]
                        - Oudard de Bournonville (v. 1533-1585), comte de Hénin-Liétard, militaire au service de l'Espagne, époux de Marie-Christine d'Egmont[Gl 6] fille de Lamoral d'Egmont[Ve 1]
                          - Alexandre Ier de Bournonville (1585-1656) comte de Hénin-Liétard duc de Bournonville, militaire au service de l'Espagne, époux d'Anne de Melun[Gl 6], fille de Pierre de Melun[Ve 1]
                            - Alexandre II Hippolyte de Bournonville (1616-1690) comte de Hénin-Liétard prince de Bournonville, général au service de l'Espagne, époux d'Anne-Ernestine d'Arenberg[Gl 6]fille de Philippe-Charles d'Arenberg[Ve 2]
                              - Alexandre Albert de Bournonville (1662-1705) comte de Hénin-Liétard duc et prince de Bournonville, militaire au service de la France, époux de Marie-Charlotte d'Albert[Gl 6] fille de Louis-Charles d'Albert de Luynes[Ve 4]
                                - Philippe Alexandre de Bournonville (1697-1727) comte de Hénin-Liétard duc et prince de Bournonville, militaire au service de la France[Gl 6] sans postérité, époux de Catherine Charlotte Thérèse de Gramont fille d'Antoine V de Gramont[Ve 3]
                                - Angélique Victoire de Bournonville (1686-1764) comtesse de Hénin-Liétard duchesse et princesse de Bournonville[Gl 6] épouse de Jean-Baptiste de Durfort duc de Duras[Ve 4]
                                - Victoire Delphine de Bournonville épouse de Victor Alexandre de Mailly[Ve 4]

                              - Anne Marie Françoise de Bournonville épouse de Philippe Emmanuel de Croÿ[Ve 4]
                              - Isabelle Thérèse de Bournonville épouse de Côme-Claude d'Ongnies[Ve 4]
                              - Marie Françoise de Bournonville épouse de Claude de Richardot prince de Steenhuysen[Ve 4]

                            - Ambroise-François de Bournonville (1619-1693) duc de Bournonville, militaire au service de la France, époux de Lucrèce de La Vieuville[Gl 6] fille de Charles Ier de La Vieuville[Ve 2]
                              - Marie-Françoise de Bournonville (1656-1748) épouse de Anne-Jules de Noailles[Gl 6]

                            - Wolfgang-Guillaume de Bournonville vicomte de Barlin, gouverneur de Bruxelles, époux de Marie-Bonne de Harchies dame de Sars, sans postérité[Ve 2]
                            - Jean-Francois Benjamin de Bournonville (1638-1719) baron de Capres marquis de Bournonville époux de 1- Marie de Perapertusa 2-Marie-Ferdinande de Sainte-Aldegonde[Gl 6] fille de François-Lamoral comte de Sainte-Aldegonde[Ve 3]
                              - Francois Antoine de Bournonville Perapertusa (1660-1726) marquis de Rupit, au service de l'Espagne[Gl 6] époux d'Emmanuelle Eril[Ve 3]
                              - Wolfgang Guillaume de Bournonville (1670-1754) marquis de Sars militaire au service de l'Espagne puis de l'Empire[Gl 6] époux de 1- Marie-Madeleine de Haudion fille de Nicolas-Philippe de Haudion 2- Angélique-Florence Schetz d'Ursel fille de François comte d'Ursel[Ve 5]
                                - Jean Joseph de Bournonville (1701-1768) marquis de Sars au service de l'Empire[Gl 6] sans postérité, époux de Lucie Thérèse Antoinette Van de Velde fille de Pierre Van de Velde[Ve 5]
                                - François Joseph de Bournonville (1710-1769) duc de Bournonville marquis de Sars militaire au service de l'Espagne[Gl 6] adopté par son oncle Michel Joseph, époux de Bénédicte-Charlotte d'Ursel fille de Conrad-Albert d'Ursel[Ve 6]
                                - Maximilien Casimir de Bournonville (1713-1791) duc de Bournonville marquis de Sars au service de l'Empire sans descendance[Gl 6]
                                - Wolfgang Joseph de Bournonville (1715-1784) comte de Flegnies, militaire au service de l'Espagne [Gl 6]

                              - Michel Joseph de Bournonville (1672-1752) duc de Bournonville, militaire au service de l'Espagne[Gl 6] ministre plénipotentiaire de l'Espagne au congrès de Soissons[Ve 5]
                              - Claude de Bournonville (1673-1719) au service de l'Espagne[Gl 6]

                    - Marie de Bournonville (mort av. 1496), épouse de Raoul de Bernieulles seigneur de Beauroy[Sch 27]

                  - Jeanne de Bournonville épouse av. 1473 Jean seigneur d'Hémont[Sch 27]

                - Robert de Bournonville (mort en 1436), époux d'Adèle Flahaut dame de La Vallée. Branche de La Vallée[Sch 28]

              - André de Bournonville, seigneur de Château-Briçon. Branche de Château-Briçon[Sch 29]
              - Baudouin de Bournonville[Sch 30]
                - Jean dit Lyonnel de Bournonville (v. 1390-1429), seigneur de La Bretèche époux de Jeanne de Villiers, dame d'Athies, sœur de Jean de Villiers de L'Isle-Adam, maréchal de France. Un fils illégitime : Jean dit Notinet de Bournonville[Sch 30]

## Héraldique
Du XIVe au XVIIe siècle, la famille porte les armes suivantes : « De sable à un lion d'argent ». Les Bournonville ont probablement adopté ces armes après le mariage de Jean II de Bournonville avec Mahaut de Fiennes. En effet, elles sont l'exacte inversion de celles du frère de Mahaut, Robert de Fiennes. Auparavant, le sceau de Jean Ier de Bournonville portait trois cuillers de face, brisées d'un sautoir, brochant sur le tout,.
Les armes figurant un lion couronné à la queue fourchée sont adoptées par les Bournonville au début du XVIIe siècle lors de l'érection de la baronnie de Bournonville-Houllefort en duché.

Armes de la famille de Bournonville jusqu'au début du XIVe siècle, figurant aux salles des Croisades[42].
Armes de Robert de Fiennes, qui ont probablement inspiré les armes des Bournonville à partir du XIVe siècle.
Armes de la famille de Bournonville (XIVe – XVIe siècle).
Armes de la famille de Bournonville (XVIIe – XVIIIe siècle).

Branches cadettes
Armes de la famille de Bournonville, branche de La Vallée (XIVe – XVe siècle).
Armes de Jean Ier de Bournonville (†1479), seigneur de Hourecq.
Armes de Jean II de Bournonville (†1526), fils du précédent et seigneur de Hourecq.
Armes de la famille de Bournonville, branche bâtarde légitimée de la Haye (XVIIe – XXIe siècle).